# Luxembourgs økonomi
Luxembourgs økonomi er meget afhængig af bankvæsen, stål og industrisektorer. Luxembourg har det højeste BNP per indbygger i verden.
Selvom Luxembourg i turistlitteratur flere steder kaldes "Europas Grønne Hjerte", så ligger landets landbrugsområder ofte sammen med højt industrialiserede områder og eksport-intensive områder. Luxembourgs økonomi ligner Tysklands meget. Landet har en stor grad af økonomisk velstand, hvilket er meget sjældent i industrialiserede demokratier.
I 2009 havde Luxembourgs budget et underskud på 5%, hvilket var et resultat af regeringens forsøg på at stimulere økonomien, særligt banksektoren, som resultat af den store recession. Dette var dog reduceret til 1,4 i 2010.
I 2013 var BNP $60,54 mia. hvoraf servicesektoren inklusive finanssektorer, stod for 86,6%. Finanssektoren stod for 36% af BNP, industrisektorer 13,3% og landbrug kun 0,3%.
I 2017 havde landet en forventet vækst på 4,6%, inflation 1,0%, budgetunderskud på 1,7% der skulle reduceres til 0,8% i 2020. Den offentlige gæld var 20,4%.
Luxembourg var en af de grundlæggende medlemmer af EU, og siden indførslen af euroen i 1999 har landet været en del af valutasamarbejdet.
I 1978 forsøgte Luxembourg af opførte et atomkraftværk på 1.200 MW, men planerne blev opgivet efter store protester. Størstedelen af landets energi bliver importeret i som olie eller gas.